# 篠崎史紀
篠崎 史紀（しのざき ふみのり、1963年1月18日 - ）は、福岡県北九州市生まれの日本のヴァイオリニスト。その容貌から「MARO」（まろ）の愛称で親しまれている。

## 経歴

### 生い立ち
鈴木鎮一の薫陶を受け音楽教室を主宰していた幼児教育の先駆者である父篠崎永育と母美樹のもとに生まれ、3歳よりヴァイオリンの手ほどきを受ける。1978年常磐高等学校1年生の時、第32回全日本学生音楽コンクール全国大会高校生の部で第1位、1979年史上最年少で北九州市民文化賞を受賞した。

### ウィーン留学
高校卒業後の1981年、ウィーン市立音楽院に留学し、ヴァイオリンをトーマス・クリスティアンに師事する。1982年、ウィーン・コンツェルトハウス大ホールにてヨーロッパデビューを飾る。その演奏は、「信頼性のあるテクニック、遊び心もある音楽性」（『ヴィーナーツァイトゥング』紙）、「真珠を転がすような丸く鮮やかな音色、魅惑的な音楽性」（『フォルクスシュティンメ』紙）と各メディアから賞賛される。1983年、イヴリー・ギトリスと知己を得て師事。また、バリリ弦楽四重奏団、アマデウス弦楽四重奏団のメンバーに室内楽を師事した。留学中、ヴィオッティ国際音楽コンクール室内楽部門で第3位、第20回ボルドー国際音楽祭で銀賞を受賞し、ヨーロッパの主要コンクールで受賞実績を重ね、ヨーロッパを中心に活動を続け、1984年にはアメリカのワシントン州で開催されたタコマ国際音楽祭においてアメリカ・デビューを果たす。以後オーストリアを中心にフランス、イタリア、スイス、アメリカ、ブルガリアなどの国際音楽祭に招聘され、ヨーロッパ、アジア、アメリカで幅広い活動を行っている。

### 帰国後
1988年、ウィーン市立音楽院を修了して帰国し、群馬交響楽団のコンサートマスターとなる。1991年、読売日本交響楽団のコンサートマスターを経て、1997年4月に、NHK交響楽団のコンサートマスターに就任した。以来N響をリードし、数多くの指揮者、団員からの厚い信頼を得る。また、ハレー・ストリング・クァルテット、アンサンブルSAKRA、イシハラ・リリック・アンサンブル、サントリーフェスティヴァル・ソロイツ、ヴィルトゥオーゾ・アンサンブル・パルテノンなどの室内楽団でも活動している。次世代の育成にも力を注ぎ、1996年より東京ジュニアオーケストラソサエティの音楽監督を務めている。

### 21世紀の活動
2001年、福岡県文化賞を受賞、2008年、北九州市文化大臣に任命された。
2004年より、銀座王子ホールにおいて、毎回1人の作曲家をテーマに、奏者と聴衆の心が一体となれる音楽の社交場「MAROワールド」を企画し出演している。2007年より福岡では毎年プロアマの境界を超え、「楽興の時〜室内楽セミナー&演奏会~」において、アマチュアからプロフェッショナルまで幅広く共に音楽を楽しみ学ぶという趣旨のもと室内楽を指導し、共演している。熊本ではプロフェッショナルとアマチュアが共演し、その演奏が出来上がるまでのリハーサルを公開する、斬新な音楽会「マロ塾」を開催。またMAROの人柄に魅せられ集まる国内主要オーケストラのコンサートマスターおよび首席奏者らにより「マロオケ」を結成し、不定期に集まり演奏会を開催。
2014年、N響入団以来コンサートマスターとして長年にわたり活躍し、同団の声価を高めた貢献に対し第34回有馬賞を受賞。2016年「マロオケ」初の東京サントリーホールでのモーツァルト6大交響曲演奏会マロオケ2016公演は大成功に終わる。
2016年、指揮者広上淳一と出演のNHK Eテレ『学校で教えてくれないクラシック』は大きな反響を呼び、2017年に第2弾が放送される。2016年には東京ジュニアオーケストラソサエティが20周年を迎えた。2017年、N響90周年記念ヨーロッパ公演ソロでは「言葉にならないくらい神がかっていた」とイギリス紙で評される。2017年10月24日25日開催の王子ホール25周年ハッピーバースデイ・コンサートでは「MAROワルード」が32回を迎えた。2018年4月よりEテレ『クラシック音楽館』にて案内役を務める。
NHK交響楽団では第1コンサートマスターを経て、2023年4月からは特別コンサートマスターに就任。篠崎史紀とN響メンバーによる室内合奏団で活動することもある。2025年3月特別コンサートマスターを退任しN響を退団。
昭和音楽大学、東京藝術大学、桐朋学園大学にて後進を育成。WHO国際医学アカデミー・ライフハーモニーサイエンス評議会議員。あおによし音楽コンクール奈良アドヴァイザー。昭和音楽大学教授、昭和音楽大学附属ストリングスアカデミー主任教授。

## ニックネーム
「まろ」のニックネームで親しまれている。小学生時代に友人から教科書の浮世絵の東洲斎写楽の役者絵を指しつつ「この絵に似ている」と言われ、歌麿の「まろ」があだ名になった。その後、留学時代に姓の「シノザキ」も名の「フミノリ」も呼びにくいと言われ「ミドルネームはないか」と聞かれた時に、上記エピソードを思い出して「Maro」と言ったところ、「マリオ」「マリア」に似て呼びやすいと定着した。

## メディア出演
- SWITCHインタビュー 達人達「篠崎史紀×菊野昌宏」（NHK教育テレビジョン、2021年1月30日）[8]

## レコーディング
- 『ロマンティック アルバム』
- 『アレンスキー/弦楽四重奏曲第1番、第2番』
- 『アレンスキー/ピアノ五重奏曲＆ピアノ三重奏曲第1番』
- 『シェーンブルンの人々』
- 『宵の明星』
- 『郷愁』
- 『アレンスキー/ピアノ三重奏曲第1番、第2番』
- 『レゾネート・エターナリー』Violin & Organ Duo
- 『スラブの憧れ/SLAVIC ADORATION』
- 『フラーリッシュ・エターナリー』Violin & Organ Duo
- 『薔薇の騎士 / Der Rosenkavalier』

## 著作
- 『ルフトパウゼ ウィーンの風に吹かれて』（出版館ブック・クラブ、2006年）
- 『絶対!うまくなるヴァイオリン100のコツ』（ヤマハミュージックメディア、2015年）
- 『音楽が人智を超える瞬間』（ポプラ新書、2024年）

## 監修
- ヴァイオリン・ピアノ楽譜集『MARO's Palette』（ヤマハミュージックメディア、2009年）
- 『篠崎史紀のヴァイオリン上達練習法パンドラの箱』（DVD、アジア・インターネット・サービス、2012年）